# Бизин
Бизин (также Базин или Безин; лат. Bisinus, Basinus, Besinus; умер не позднее 507 года) — король тюрингов (ранее 459 — не позднее 507); первый известный из исторических источников правитель королевства тюрингов, занимавшего обширные земли между Эльбой и Дунаем.

## Биография
Во второй половине 450-х годов в связи с ликвидацией угрозы со стороны гуннов ряд родственных германских племён объединились в союз во главе с королём Бизином.
В 459 году Бизин и его жена Базина дали приют королю салических франков Хильдерику I, изгнанному за насилия над своими подданными. Когда после восьми лет изгнания Хильдерик I возвратился на родину и вновь стал королём франков, к нему прибыла бросившая мужа Базина, ставшая его женой.
Вторым браком король Бизин был женат на лангобардке Мении. В этом браке родились трое сыновей, Герменефред, Бертахар и Бадерих, совместно унаследовавшие власть над тюрингами после смерти отца, и дочь Раникунда, вышедшая замуж за короля лангобардов Вахо.
Ряд медиевистов высказывает мнение, что Бизин может быть тождественен королю тюрингов Фисуду, в «Происхождении народа лангобардов» называющемуся отцом Раникунды. Однако, скорее всего, Раникунда была дочерью Бизина, а Фисуд был правившим во второй половине V века королём тюрингов, о деяниях которого каких-либо известий не сохранилось. Из-за отрывочности исторических свидетельств о истории тюрингов рубежа V—VI веков точная датировка правления Бизина вызывает споры среди современных историков. В том числе высказывается мнение, что тюрингами во второй половине V века могли править два короля с именем Бизин: Бизин I, который умер около 487 года и у которого Хильдерик I нашёл убежище, и Бизин II, который был супругом Мении и отцом Герменефреда, Бертахара, Бадериха и Раникунды. Не вызывает сомнений только то, что Бизин умер не позднее 507 года. Это следует из письма, написанного Кассиодором от имени короля остготов Теодориха Великого и обращённого к новому правителю тюрингов Герменефреду.
После смерти Бизина его жена Мения возвратилась к лангобардам и вышла за одного из представителей знатного рода Гаузы. Сыном от этого брака был король лангобардов Аудоин.